# Somogyfajsz
Somogyfajsz é um município da Hungria, situado no condado de Somogy. Tem 18,26 km² de área e sua população em 2019 foi estimada em 555 habitantes.